# 喬爾尼沃季
49°8′46″N 26°37′30″E / 49.14611°N 26.62500°E
喬爾尼沃迪（烏克蘭語：Чорниводи）是位於烏克蘭西部的村莊，由赫梅利尼茨基州裡赫梅利尼茨基區的霍羅多克市鎮負責管轄。該村始建於1407年，面積3.755平方公里，海拔高度282米，2001年人口2,074，人口密度每平方公里552.33人。